# Nudochernes nidicola
Nudochernes nidicola är en spindeldjursart som beskrevs av Beier 1935. Nudochernes nidicola ingår i släktet Nudochernes och familjen blindklokrypare. Inga underarter finns listade i Catalogue of Life.